# Christina Robertson

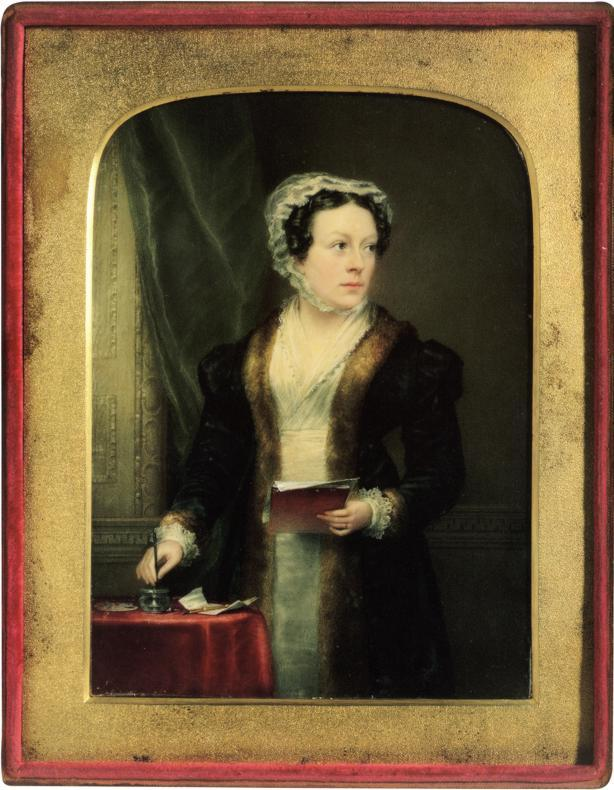
Zelfportret van Christina Robertson, 1822. Victoria and Albert Museum.

Christina Robertson, geboren Sanders (Fife (Schotland), 1796 - Sint-Petersburg, 1854) was een Schotse kunstenares. Zij maakte vooral naam als schilder van portretten van de Russische keizerlijke familie.

## Biografie
Over de jeugd van Robertson is weinig meer bekend dan dat zij werd geboren in Schotland in 1796. Een jaar nadat ze trouwde met de kunstenaar James Robertson in 1822, met wie ze samen acht kinderen kreeg, nam ze deel aan de jaarlijkse tentoonstelling van de Royal Academy of Arts in Londen en Edinburgh. Ze werd bejubeld door de critici en werd als eerste vrouw beëdigd als erelid van de Royal Scottish Academy.
Haar portretwerk van de Engelse bovenklasse diende geregeld als basis voor de gravures van magazines uit die tijd, waardoor ze bekend raakte bij de Russische notabelen in St. Petersburg. Engeland was op dat moment erg in de mode in Rusland. Rond 1830, tijdens bezoeken aan Parijs, kreeg ze de gelegenheid om enkele Russische ambtenaren te schilderen. Zij exposeerde in St. Petersburg en haar populariteit onder de Russische adel steeg, waarna zij gevraagd werd om twee manshoge portretten te schilderen van de keizer Nicolaas I en keizerin Alexandra Fjodorovna. 
In 1841 keerde ze voor korte tijd terug naar Engeland om zich in 1847 definitief in Rusland te vestigen. De internationale verhouding tussen Engeland en Rusland was inmiddels bekoeld en haar werk werd in Rusland niet altijd met vol enthousiasme onthaald. Haar gezondheid en wellicht ook haar financiële situatie gingen achteruit. Ze stierf uiteindelijk in St. Petersburg en ligt begraven op de begraafplaats Volkovo. 

## Enkele werken uit haar oeuvre

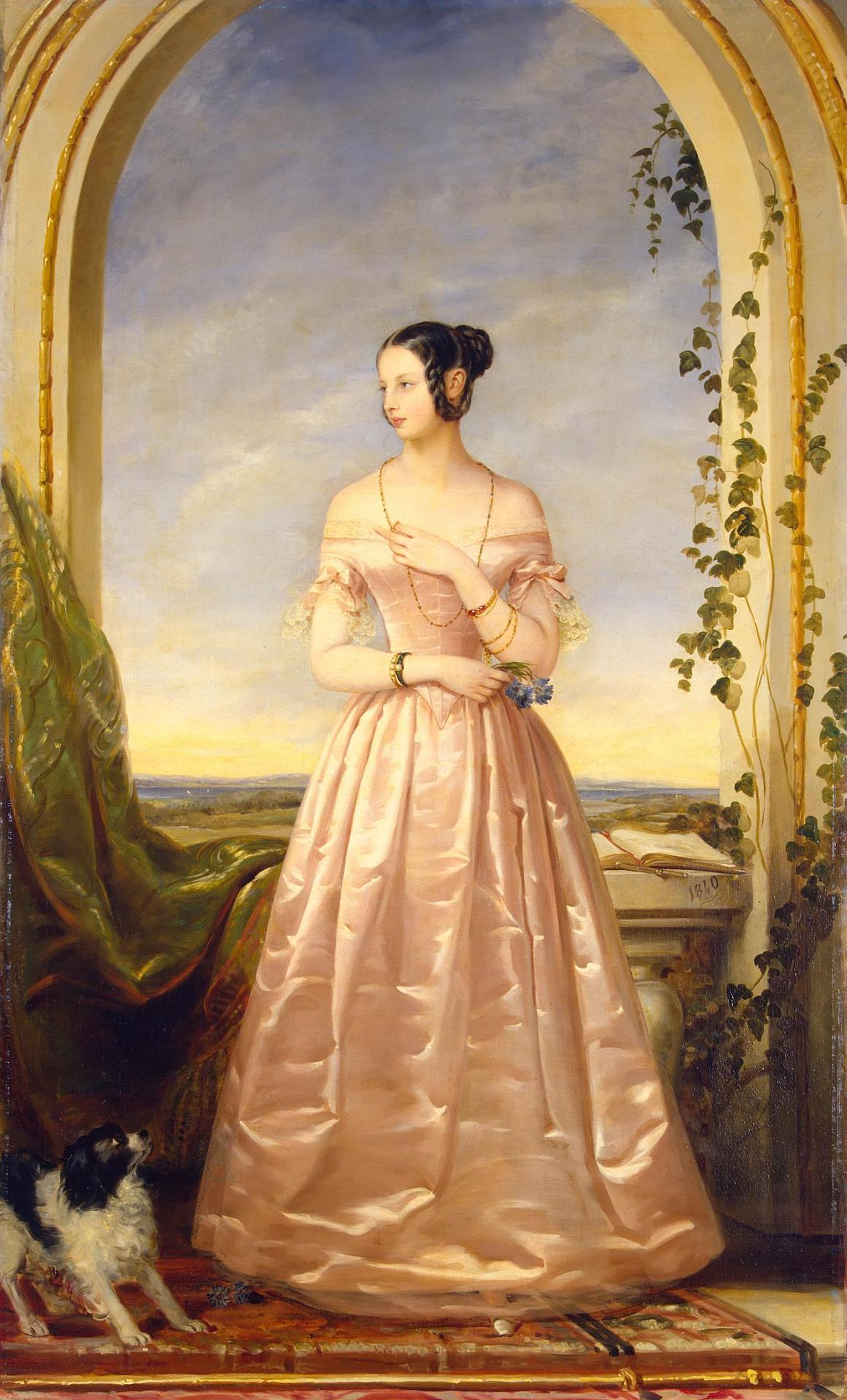
Portret van Alexandra Nikolaïevna, dochter van tsaar Nicolaas I. Christina Robertson. 1840. Museum Hermitage.
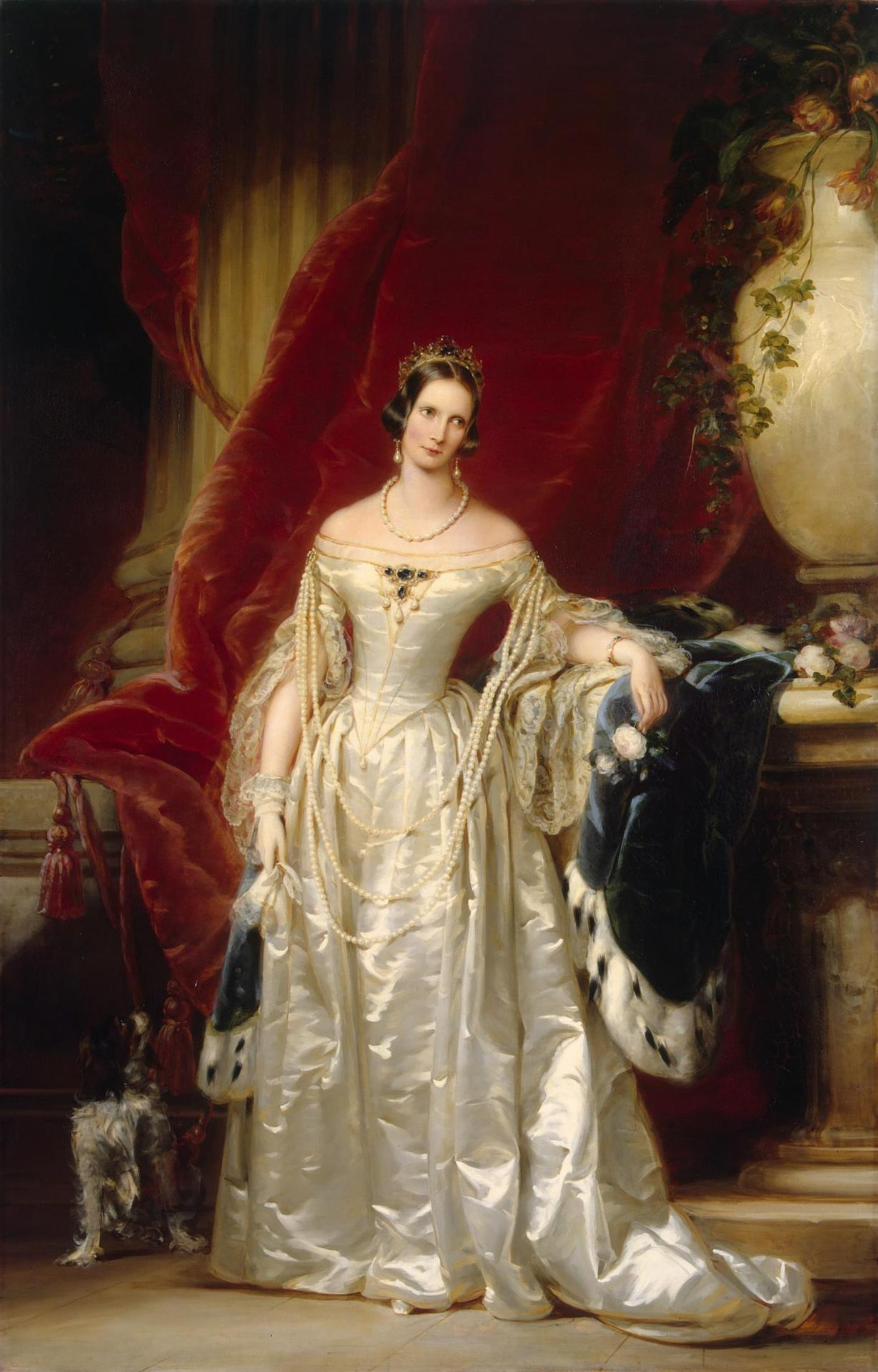
Keizerin Alexandra Fjodorovna, Christina Robertson. 1840-1841. Museum Hermitage.
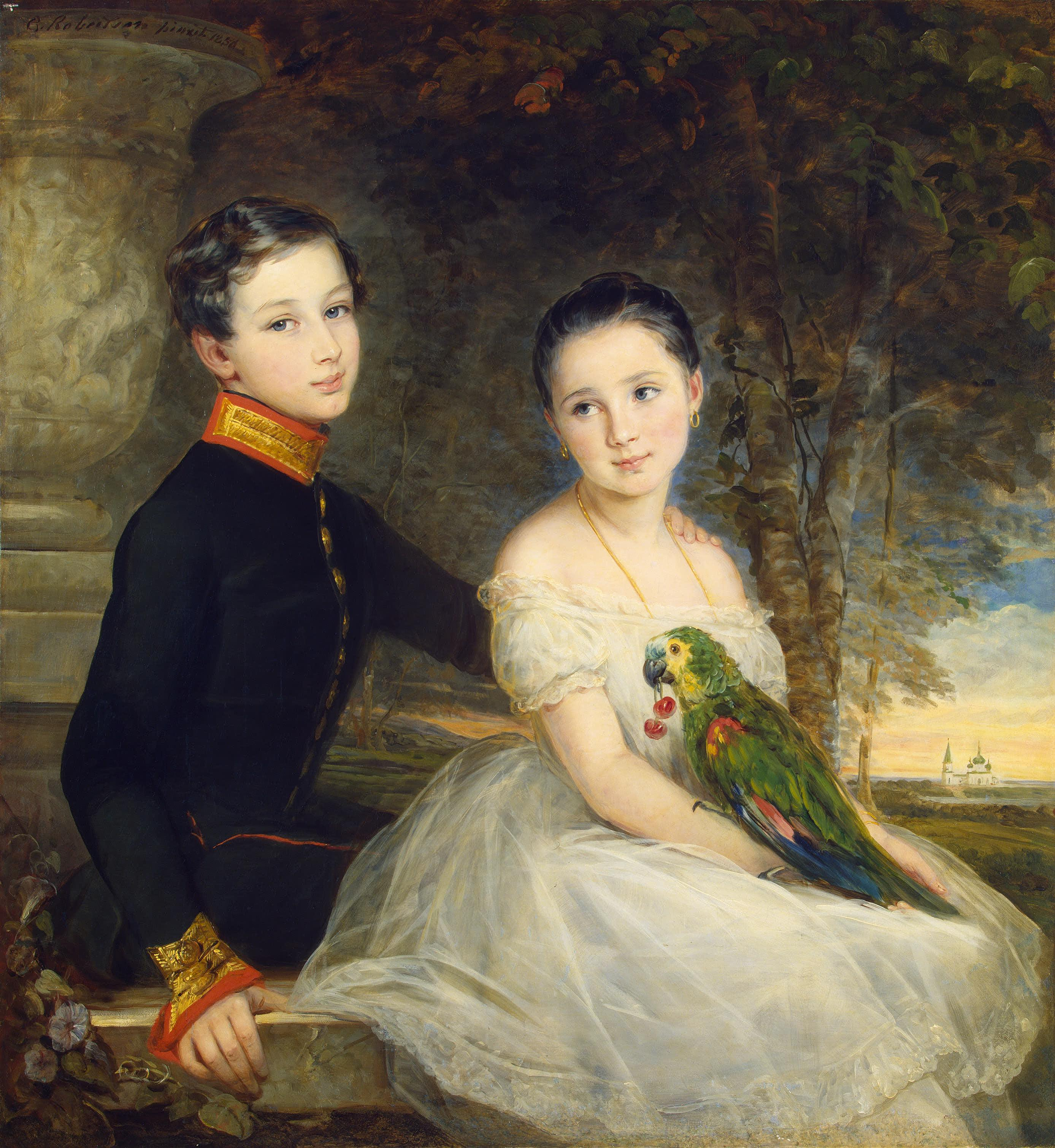
Kinderen met een papegaai, Christina Robertson. 1850. Museum Hermitage.

- Biblioteca Nacional de España: XX6071139
- Gemeinsame Normdatei: 129839175
- International Standard Name Identifier: 0000 0000 3061 2957
- KulturNav: bfc7710b-0ceb-408d-bfeb-468a28ec6b0a
- Library of Congress Control Number: n97004987
- RKD-Nederlands Instituut voor Kunstgeschiedenis: 67350
- Union List of Artist Names: 500006054
- Virtual International Authority File: 23230105
- WorldCat: E39PBJwRT9vdWyCwyfFmFBP4v3